# Julio Caro
Julio Caro de Narváez (Bogotá, 12 de enero de 1880-Ibídem, 6 de octubre de 1947) fue un banquero colombiano, miembro del Partido Conservador Colombiano.
Personaje legendario de la etapa inicial del Banco de la República de Colombia, cuya gerencia ejerció entre 1927 y 1947, año en el cual falleció. Enfrentó los problemas económicos originados en la Gran Depresión de los años 1930 y en la Segunda Guerra Mundial. Además se le recuerda por haber adquirido la biblioteca de Laureano García Ortiz, la mayor del país, y por haber iniciado el Museo del Oro.

## Biografía
Julio Caro nació en Bogotá, capital federal de los Estados Unidos de Colombia, el 12 de enero de 1880, en un hogar de la élite bogotana.
Su padre ejerció la presidencia del país como vicepresidente, cuando el titular, Rafael Núñez, se retiró por enfermedad. Por lo anterior, la familia Caro se trasladó al Palacio de San Carlos, cuando Julio tenía 12 años. Con la muerte de Núñez, Caro asumió definitivamente el poder.

### Gerencia del Banco de la República (1927-1947)
En 1924 se vinculó al Banco de la República y tres años después asumió la Gerencia General tras la renuncia de Félix Salazar Jaramillo. Dirigió el Banco de la República durante veinte años, hasta mayo de 1947 cuando dimitió debido a problemas de salud, siendo sucedido por Luis Ángel Arango.
Falleció en Bogotá el 6 de octubre de 1947, siendo sepultado en el Cementerio Central.

### Mecenas cultural
En 1944 compró la biblioteca privada más grande del país, la de Laureano García Ortiz que contaba con 25.000 volúmenes, que depositaría luego en la Biblioteca del Banco de la República de Colombia, constituyendo así la primera base importante de la que es hoy la biblioteca más grande del país.
Julio falleció en Bogotá, el 6 de octubre de 1947, luego de una penosa y larga enfermedad, siendo asistido por el médico Bernardo Samper.

## Familia

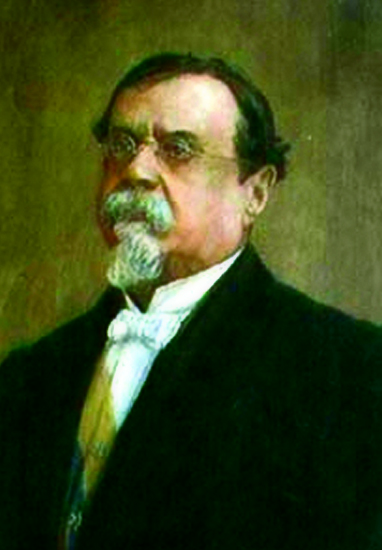
Su padre, el expresidente Miguel Antonio Caro.

Julio Caro pertenecía al círculo de familias aristocráticas de la capital colombiana. Era hijo del político y escritor colombiano Miguel Antonio Caro (quien fue presidente del país en calidad de vicepresidente encargado) y de su esposa, Ana de Narváez y Guerra Azuola. Fueron sus hermanos Antonio, Juan, Alfonso, Luis (cónsul en Nueva Jersey), Manuel, Víctor Luis, Roberto, y Ana María de San Juan de Dios Caro de Narváez. 
Su hermana Ana María se casó con el viudo Joaquín Campo Riascos, hijo del expresidente José María Campo Serrano y Rosa Riascos, y a su vez, sobrino del militar y designado en 1867, Joaquín Riascos.
Por su padre, Julio era nieto del poeta y político conservador José Eusebio Caro, quien cofundó el Partido Conservador con el empresario y político cundinamarqués Mariano Ospina Rodríguez. Su tía, la hermana de su padre, era Margarita Caro, quien llegó a ser primera dama de la nación por su matrimonio con el político conservador Carlos Holguín, presidente de Colombia de 1888 a 1892. Curiosamente, el padre de Julio, Miguel Antonio Caro, sucedió a su cuñado, Carlos Holguín, en el poder, a raíz de la enfermedad del titular.
Julio era primo de la pintora Margarita Holguín, del abogado Hernando Holguín, el escritor Álvaro Holguín, y de Clemencia Holguín -quien por su matrimonio con el político Roberto Urdaneta llegó a ser primera dama de la nación, de 1951 a 1953, cuando el titular, Laureano Gómez, se retiró por enfermedad.- Todos eran hijos de su tía Margarita con Carlos Holguín.

### Matrimonio
Julio se casó con Teresa Tanco Ponce de León, con quien tuvo a sus hijosː Fernando, Lucía, Ernesto, Ana y Teresa Caro Tanco.
Su segunda hija, Lucía, se casó con Jaime Umaña de Brigard, siendo por tanto cuñada del exsacerdote católico Ernesto y del político Ignacio Umaña. Ernesto, el tercero, se casó María Paulina Nieto Calderón, hija de Luis Eduardo Nieto y de María Calderón Umaña (quien a su vez era nieta de Aristídes Calderón y sobrina nieta del medio hermano de Aristídes, el general Rafael Reyes), sobrina nieta a su vez de Lucas Caballero Barrera, prima segunda por tanto de los periodistas Eduardo y Lucas Caballero. Las relaciones endogámicas entre éstas familias permitieron también que una prima segunda de Julio, Isabel Holguín (nieta de su tía Margarita Caro), se casara con Eduardo Caballero, de quienes nacieron Antonio, Luis y Beatriz Caballero Holguín.